# British Commonwealth Occupation Force

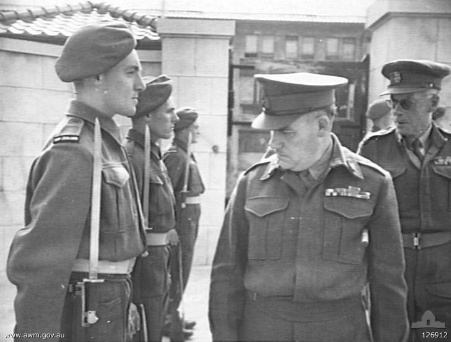
Inspektion neuseeländischer Soldaten durch John Northcott, 1946

Die British Commonwealth Occupation Force (BCOF) war die Besatzungstruppe der Commonwealth-Staaten im besetzten Japan nach dem Zweiten Weltkrieg.

## Geschichte

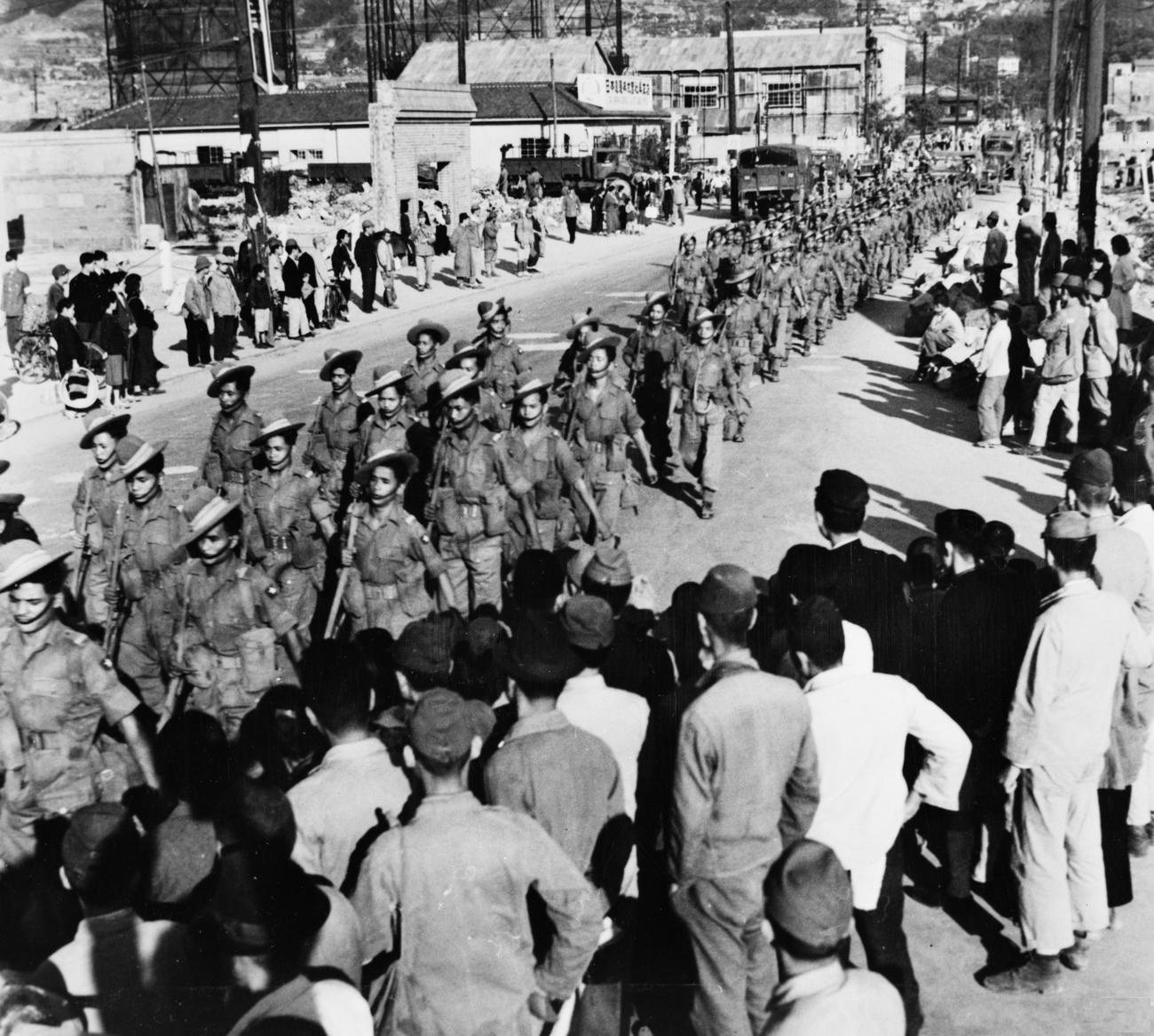
Gurkha-Bataillon in Kure, 1946

Im Zuge der Kapitulation der japanischen Truppen im Spätsommer 1945 landeten am 30. August erste Verbände der Royal Australian Navy bei Tokio an. Die BCOF wurde offiziell am 21. Februar 1946 aufgestellt und sollte die Provinzen Shimane, Yamaguchi, Tottori, Okayama, Hiroshima sowie Shikoku okkupieren und dort die Demontage und Demilitarisierung durchführen. Das Hauptquartier hatte seinen Sitz in Kure.
Neben Briten gehörten auch Soldaten aus Australien, Neuseeland und Indien zu den Besatzungstruppen. Indien und Großbritannien stellten dabei die BRINDIV-Division, die je aus einer britischen Brigade und zweien der Britisch-Indischen Armee bestand. Dazu gehörten auch Gurkha-Verbände. Die neuseeländischen Truppen waren hingegen in der sogenannten J Force zusammengefasst, die zu Teilen aus der 9. Brigade der neuseeländischen Armee bestand und etwa 4000 Mann umfasste. Die BCOF wurde zudem vom Women's Auxiliary Service, einer rein weiblich aufgestellten Versorgungstruppe, welche zuvor in Burma gedient hatte, unterstützt. Zudem gehörten den Besatzungskräften mehrere Fliegerverbände an, die als BCAIR bezeichnet wurden.
Im Jahr 1952 wurde die British Commonwealth Occupation Force aufgelöst, einige Einheiten fanden sich jedoch als Teil der UN-Truppen im Koreakrieg wieder.

## Kommandanten
Die Position des BCOF-Kommandanten wurde immer von einem Australier mit den hier aufgeführten Kommandanten besetzt:
- Generalleutnant John Northcott (Februar bis Juni 1946);
- Generalleutnant Horace Robertson (Juni 1946 bis November 1951); und
- Generalleutnant William Bridgeford (November 1951 bis 1952)

Obwohl die größte Formation, BRINDIV, von 1945 bis 1947 von Generalmajor David Cowan kommandiert wurde.

## Einheiten

### Infanterie
- 24th Brigade (Australien)
- J Force (Neuseeland)
- BRINDIV (UK, Indien)

### Luftstreitkräfte
- No. 81 Fighter Wing (Royal Australian Air Force)
- No. 11 Squadron (Royal Air Force)
- No. 14 Squadron (Royal Air Force)
- No. 4  Squadron (Indian Air Force)
- No. 14 Squadron (Royal New Zealand Air Force)

### Weitere
- Women's Auxiliary Service